# 심층 패킷 검사
심층 패킷 검사(영어: deep packet inspection, DPI)는 네트워크 트래픽을 조정하기 위해 쓰이는 기술이다. 네트워크 사업자가 정한 우선순위에 기초하여, 더 중요한 트래픽이 진행되는 동안 특정 데이터 패킷이 그 목적지로 계속 갈 수 있는지, 혹은 막히거나 지연되어야 하는지를 결정한다.

## 같이 보기
- 망 중립성

## 참조
1. ↑  Yun, Sang-Kyun; Lee, Kyu-Hee (2011년 5월 31일). “A Hardware Architecture of Regular Expression Pattern Matching for Deep Packet Inspection”. 《Journal of the Korea Society of Computer and Information》 16 (5): 13–22. doi:10.9708/jksci.2011.16.5.013. ISSN 1598-849X.
2. ↑  Laudon, Kenneth C, Jane P. 《Management Information Systems 12/E: Managing the Digital Firm》 (영어). Pearson Education Asia. ISBN-10 : 027375453X / ISBN-13 : 9780273754534.